# 97 Pułk Piechoty (LWP)
97 pułk piechoty (97 pp) – oddział piechoty ludowego Wojska Polskiego.

## Formowanie i zmiany organizacyjne
Pułk został sformowany w 1951, w garnizonie Przemyśl, w składzie 30 Dywizji Piechoty, według etatu Nr 2/130 o stanie 1234 żołnierzy i 41 pracowników cywilnych. W następnym oddział został przeformowany na etat Nr 2/152 o stanie 1060 wojskowych i 13 pracowników kontraktowych. W terminie do 20 grudnia 1952 jednostka została rozformowana.

## Struktura organizacyjna pułku
Według etatu Nr 2/130
- dowództwo i sztab
- 2 bataliony piechoty
- artyleria pułkowa
  - dwie baterie armat 76 mm
  - bateria moździerzy
- pułkowa szkoła podoficerska
- kompanie: łączności, gospodarcza
- pluton saperów

## Żołnierze pułku
- Jerzy Jarosz